# Max Hussarek von Heinlein
Báró Max Hussarek von Heinlein (Pozsony, 1865. május 3. – Bécs, 1935. március 6.) osztrák jogász, politikus, államférfi, osztrák miniszterelnök.

## Élete és pályafutása
Egyházjogi professzor volt a Bécsi Egyetemen, majd megkezdte közszolgálati karrierjét, 1906-tól az Oktatási-és Kulturális Minisztérium egyik főosztályvezetője volt.
1911-től 1917-ig három kormányban is betöltötte az oktatási miniszter szerepkörét. 1918. július 27-én a leköszönő Ernst Seidler von Feuchtenegg helyére az uralkodó, IV. Károly magyar király (I. Károly néven osztrák császár) osztrák miniszterelnökké nevezte ki. Heinlein szövetségi szerkezetátalakítást kívánt végrehajtani az Osztrák-Magyar Monarchia államszövetségének fenntartása érdekében, ám ezen kísérlete nem járt sikerrel. 
Azt akarta, hogy a birodalmon belül hozzanak létre egy teljesen független horvát államot (a dualista államszervezetet trialistává átalakítva) és be is terjesztett egy javaslatot, de a magyar ellenzék ezt megakadályozta és ennek következményeként Max Hussarek 1918. október 27-én lemondott miniszterelnöki posztjáról. A háború után visszatért a tudományos életbe és professzorként a Bécsi Egyetemen oktatott, mellett vezető beosztást töltött be az Osztrák Vöröskeresztnél.
Hussarek 1935. március 6-án, Bécsben halt meg 69 évesen.